# Volley Milano
Volley Milano är en herrvolleybollklubb från Milano, Italien. Klubben grundades 1999. då det tog över spellicensen från Volley Gonzaga Milano och kunde därigenom börja i Serie A2. Genom en andraplats i serien första året gick laget upp i Serie A1 (högsta serien). Där kom de första året fyra i grundserien och gick till final i slutspelet. Detta ledde till att de kvalificerade sig för CEV Cup 2001/2002 (tävlingen kallas numera CEV Challenge Cup). Därpå följde ett par år där de placerade sig i seriens mitt. Laget sålde 2003 sin spellicens till Pallavolo Piacenza och började om längre ner i seriesystemet. 
Det var 2008 ett av åtta lag som bildade konsortiet Vero Volley (tillsammans med bland annat Unione Sportiva Pro Victoria Pallavolo Monza på damsidan). Klubben tog 2010 över spellicensen från Pro Victoria Monza och kunde därigenom spela i serie A2. Där stannade de kvar till 2014 då de genom en andraplats i serien åter kvalificerade sig för spel i högsta serien. Där har de spelat sedan dess, vanligen med placeringar strax ovan nedflyttningsplats. I Europa har de nått final i CEV Challenge Cup 2018/2019 och vunnit CEV Cup 2021/2022.